# Refugi d'En Beys
El refugi d'En Beys és un refugi de muntanya del departament de l'Arieja (França) a 1.970 m d'altitud i situat al costat de l'Estany d'En Beys dins el municipi d'Orlú.